# Rhacophorus translineatus
Rhacophorus translineatus är en groddjursart som beskrevs av Wu in Sichuan Institute of Biology Herpetology Department 1977. Rhacophorus translineatus ingår i släktet Rhacophorus och familjen trädgrodor. IUCN kategoriserar arten globalt som otillräckligt studerad. Inga underarter finns listade i Catalogue of Life.